# 布袋兰属
布袋兰属（学名：Calypso）是兰科下的一个属，为陆生兰。该属仅有布袋兰（Calypso bulbosa）一种，分布于北温带。